# Schladen (neuzeitliches Adelsgeschlecht)

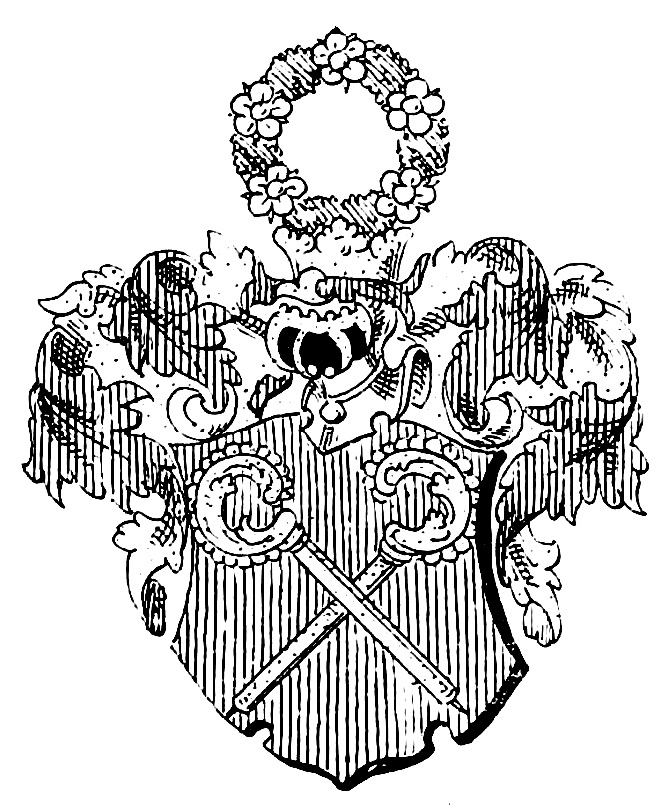
Wappen derer von Schladen

Wappen derer von Schladen

Schladen ist der Name eines Adelsgeschlechts des Erzstifts Magdeburg, das später in Staßfurt eine angesehene Pfänner- und Ratsherrenfamilie wurde.
Die Familie ist nicht gleichzusetzen oder zu verwechseln mit den Edlen und Grafen von Schladen, die eines Stammes mit den Edlen von Dorstadt sind, und die seit dem Anfang des 12. Jahrhunderts Burg und Herrschaft Schladen innehatten und mit Albert († 1353) ihren Ausgang fanden. Den Nachweis einer Stammesverwandtschaft konnte die Forschung bisher nicht erbringen.

## Geschichte
Die Familie erscheint urkundlich erstmals 1429 mit Meinhard von Schladen auf Schneitlingen und 1435 mit Kersten von Slathen in Gotha. Anna von Schladen, Äbtissin von Hecklingen, hat 1452 den ersten Staßfurter Solbrunnen erbauen lassen.

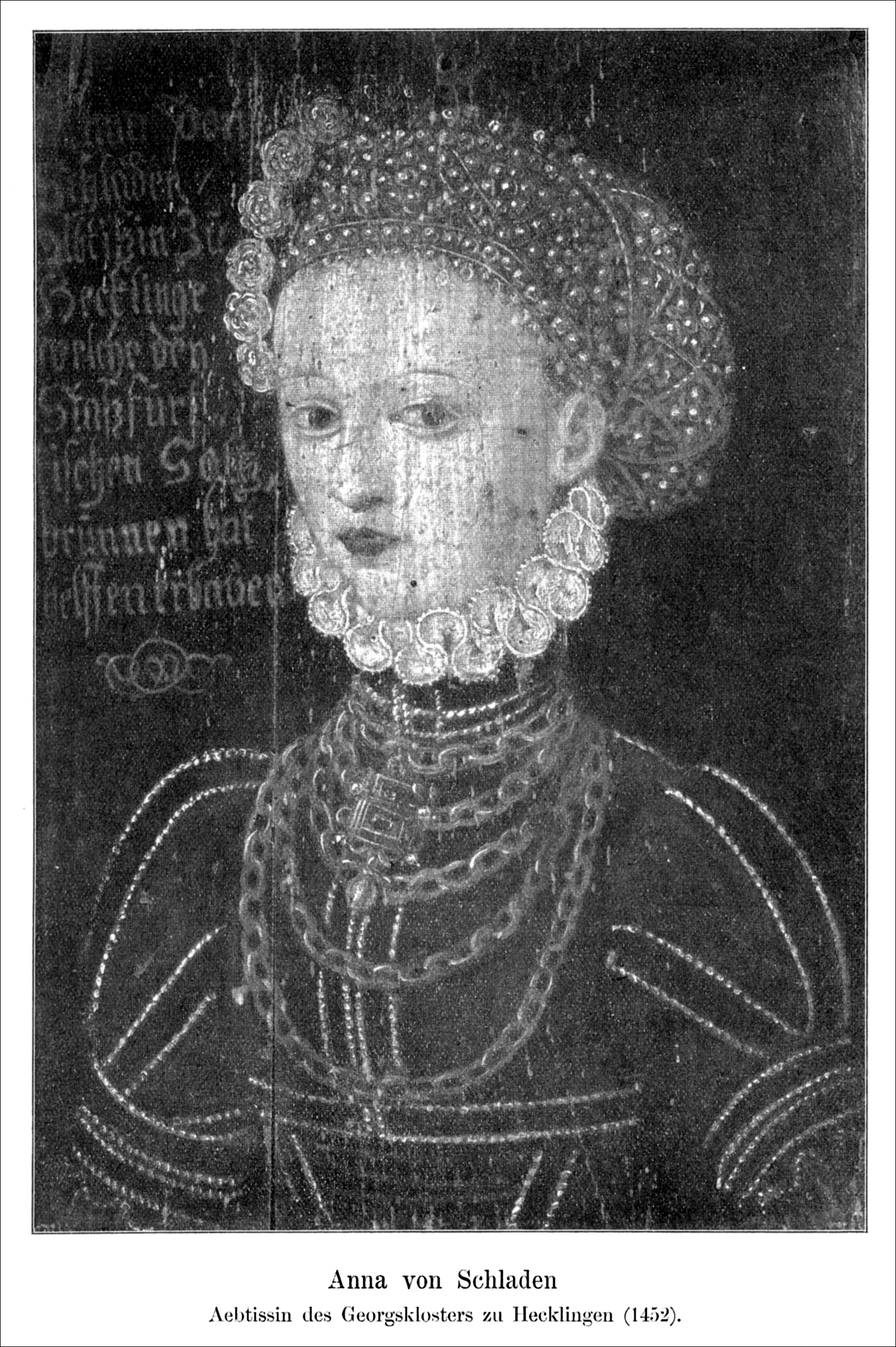
Bildnis der Anna von Schladen

„[…] Für die weitere Entwicklung der schon zu hoher Blüte gelangten Saline war ein Fräulein Anna von Schladen, die um die Mitte des 15. Jahrhunderts Aebtissin des Klosters zu Hecklingen war, von dem bedeutendsten Einflusse, indem sie im Jahre 1452 wesentlich zur Abteufung eines großen, neuen Soolbrunnens beitrug, der in den besten Zeiten der Pfännerschaft fast stets allein die gesammte zum Betriebe erforderliche Soole geliefert hat und auch während des späteren fiscalischen Betriebes allein in Benutzung stand. Er lieferte überdies von sämmtlichen Brunnen die reichste Soole (17 lötig)“[sec].
Die gesicherte Stammreihe beginnt mit Wilke von Schladen († 1636) Pfänner und Stadtvogt zu Staßfurt.
Von den 32 in Staßfurt vorhandenen Salzkothen waren zehn im alleinigen und weitere vier im anteiligen Besitz derer von Schladen. Im Zeitraum 1553 bis 1762 konnte die Familie mehrfach die Würde des Salzgrafen, des Stadtvogts oder Bürgermeisters an sich bringen. Hans Albrecht von Schladen (1652–1717), Vollrath Rudolph von Schladen (1701–1769) (1763 Bürgermeister) 
Sowohl das Domkapitel Magdeburg als auch die Stände der Oberlausitz haben die von Schladen als adlig, stifts- und rittermäßig anerkannt.
Ab dem 18. Jahrhundert gelangten die von Schladen in Preußen zu Ansehen, hohen Militär- und Staatsämtern. Hans Christoph von Schladen (1693–1743) war preußischer Oberst und Kommandeur des Kürassierregiments „Eugen von Anhalt-Dessau“, Carl August von Schladen (* 1698) war preußischer Kapitän und Adjutant des Fürsten Leopold von Anhalt-Dessau, Karl Friedrich Gottlieb von Schladen (1730–1806) preußischer Generalleutnant und Regimentschef. Sein älterer Sohn, der königlich preußische Wirkliche Geheime Rat Leopold von Schladen (1772–1845) wurde am 2. Februar 1813 in den preußischen Grafenstand erhoben. Da sein Sohn, Graf Adolph von Schladen (1814–1844) bereits ein Jahr vor ihm unbeerbt verstarb, ist sein Geschlecht 1845 mit ihm erloschen.

## Besitz
Die von Schladen konnten neben dem bis 1842 bestehenden Pfännerbesitz in Staßfurt auch einigen Gutsbesitz erwerben.
- in Brandenburg: Kemnath, Radach und Wallwitz im Kreis Sternberg sowie Sallgast im Kreis Luckau und Zinnitz im Kreis Calau
- in Pommern: Damitz und Lestin im Kreis Fürstenthum, Dummandel und Stölitz im Kreis Greifenberg sowie Natelsitz im Kreis Regenwalde

## Wappen
Das Stammwappen zeigt in Rot zwei aufwärts gerichtete goldene ins Andreaskreuz gesetzte Bischofsstäbe. Auf dem Helm mit rot-goldenen Decken ein mit vier roten Rosen belegter grüner Kranz.
Das gräfliche Wappen (1813) entspricht dem Stammwappen, jedoch die Stäbe mit abhängenden schwarz-goldenen Quasten. Schildhalter sind hier zwei widersehende goldene Löwen.

## Bekannte Familienmitglieder
- Karl Friedrich Gottlieb von Schladen (1730–1806), preußischer Generalleutnant
- Friedrich Heinrich Leopold von Schladen (1772–1845), preußischer Diplomat und Schriftsteller